# Julija Szokszujewa
Julija Władimirowna Szokszujewa (ros. Юлия Владимировна Шокшуева; ur. 21 lutego 1988 w Syktywkarze) – rosyjska bobsleistka, srebrna medalistka mistrzostw świata.

## Kariera
Największy sukces w karierze osiągnęła w 2016 roku, kiedy wspólnie z Aleksandrem Trietjakowem, Aleksandrą Rodionową, Jeleną Nikitiną, Aleksandrem Kasjanowem i Maksimem Mokrousowem zdobyła srebrny medal w zawodach mieszanych podczas mistrzostw świata w Igls. W zawodach Pucharu Świata zadebiutowała 13 grudnia 2014 roku w Lake Placid, zajmując dziesiąte miejsce w dwójkach. Jak dotąd nie wystąpiła na igrzyskach olimpijskich.